# Nouveau Commencement
Nouveau Commencement (en hongrois : Új Kezdet), également connu sous le nom de UK, est un parti politique hongrois de centre-droit, fondé en 2017 par György Gémesi, maire de Gödöllő. Il compte une députée à l'Assemblée nationale : sa présidente Krisztina Hohn .

## Histoire
Le parti a été fondé en 2017, bien que György Gémesi, ait fait référence à la formation d'un parti plus tôt,. Cependant György Gémesi n'a officiellement annoncé la formation du parti que le 15 mars, en même temps que son programme en 12 points.
En juillet de la même année, György Gémesi a annoncé qu'il négociait une coopération avec le parti centriste La politique peut être différente. En décembre 2017, György Gémesi et Bernadett Szél sont convenus que le Nouveau départ et le parti La politique peut être différente se présenteraient ensemble aux élections parlementaires hongroises de 2018. György Gémesi est élu mais démissionne et Krisztina Hohn le remplace le 11 juin. Elle rejoint le groupe La politique peut être différente à l'Assemblée nationale.
En juillet 2018, György Gémesi annonce que son parti ne coopérera plus avec le parti La politique peut être différente à l'avenir, pour les élections européennes et municipales de 2019.
Le parti a rejoint le parti politique européen Parti démocrate européen en février 2019.

## Présidents du mouvement
- György Gémesi
- Krisztina Hohn

## Résultats électoraux

### Assemblée nationale
| Année  | Députés | Voix | % | Rang | Gouvernement |
| ------ | ------- | ---- | - | ---- | ------------ |
| 2018 a | 8 / 199 |      |   | 5e   | Opposition   |

a En alliance avec le parti La politique peut être différente.